# Pornsawan Kratingdaenggym
Pornsawan Kratingdaenggym (* 10. März 1978 in Sa Kaeo, Thailand) ist ein ehemaliger thailändischer Boxer im Strohgewicht. 

## Profikarriere
Im Jahre 2001 begann er erfolgreich seine Profikarriere. Am 30. Juli 2011 boxte er gegen Muhammad Rachman um den Weltmeistertitel des Verbandes WBA und gewann nach Punkten. Diesen Gürtel verlor er allerdings bereits in seiner ersten Titelverteidigung im Oktober des darauffolgenden Jahres an Akira Yaegashi.
Im Jahre 2013 beendete er seine Karriere.